# Арун (повіт)
48°07′34″ пн. ш. 123°27′34″ сх. д. / 48.12608° пн. ш. 123.45943° сх. д.
Арун (кит. 阿荣旗, пін. Āróng Qí, також Arun) — один із повітів КНР у складі префектури Хулунбуїр, Внутрішня Монголія. Адміністративний центр — містечко Нацзі.

## Географія
Арун лежить на висоті понад 200 метрів над рівнем моря на східних схилах Великого Хінгану.

### Клімат
Хошун знаходиться у зоні, котра характеризується вологим континентальним кліматом з теплим літом. Найтепліший місяць — липень із середньою температурою 22 °C. Найхолодніший місяць — січень, із середньою температурою -18,4 °С.
| Клімат хошуну Арун      | Клімат хошуну Арун | Клімат хошуну Арун | Клімат хошуну Арун | Клімат хошуну Арун | Клімат хошуну Арун | Клімат хошуну Арун | Клімат хошуну Арун | Клімат хошуну Арун | Клімат хошуну Арун | Клімат хошуну Арун | Клімат хошуну Арун | Клімат хошуну Арун | Клімат хошуну Арун |
| Показник                | Січ.               | Лют.               | Бер.               | Квіт.              | Трав.              | Черв.              | Лип.               | Серп.              | Вер.               | Жовт.              | Лист.              | Груд.              | Рік                |
| Середній максимум, °C   | −11,9              | −6,2               | 2,3                | 12,8               | 21                 | 26,2               | 27,3               | 25,7               | 20                 | 11                 | −1,6               | −10,4              | 9,7                |
| Середня температура, °C | −18,4              | −13,3              | −4,6               | 5,9                | 14,1               | 20                 | 22                 | 19,9               | 13,1               | 4,1                | −7,8               | −16,3              | 3,2                |
| Середній мінімум, °C    | −23                | −18,8              | −10,7              | −0,9               | 6,8                | 13,6               | 17                 | 14,7               | 7                  | −1,5               | −12,6              | −20,9              | −2,4               |
| Норма опадів, мм        | 1.9                | 1.6                | 5.6                | 21.7               | 34.2               | 80.5               | 150.8              | 109.3              | 44.3               | 18.7               | 3.8                | 4.4                | 476.8              |
| Вологість повітря, %    | 67                 | 60                 | 50                 | 47                 | 45                 | 61                 | 74                 | 76                 | 67                 | 58                 | 61                 | 68                 | 61.2               |
| ----------------------- | ------------------ | ------------------ | ------------------ | ------------------ | ------------------ | ------------------ | ------------------ | ------------------ | ------------------ | ------------------ | ------------------ | ------------------ | ------------------ |
| Джерело: data.cma.cn    |                    |                    |                    |                    |                    |                    |                    |                    |                    |                    |                    |                    |                    |